# Wyszomierz (Kosów Lacki)
Pour les articles homonymes, voir Wyszomierz.
Wyszomierz [vɨˈʂɔmjɛʂ] est un village polonais de la gmina de Kosów Lacki dans le powiat de Sokołów et dans la voïvodie de Mazovie, au centre-est de la Pologne.